# Milan Radaković
Milan Radaković (ur. 28 stycznia 1969) – zapaśnik socjalistycznej, a potem federalnej republiki Jugosławii, walczący w stylu klasycznym. Olimpijczyk z Barcelony 1992, gdzie zajął jedenaste miejsce w kategorii 130 kg.
Piąty na mistrzostwach świata w 1994. Siódmy na mistrzostwach Europy w 1991. Czwarty na igrzyskach śródziemnomorskich w 1997. Wicemistrz świata młodzieży w 1989 roku.